# Larling
Larling – wieś w Anglii, w hrabstwie Norfolk, w dystrykcie Breckland. Leży 32 km na południowy zachód od Norwich i 129 km na północny wschód od Londynu.
W 2001 miejscowość liczyła 278 mieszkańców.